# Jorge Mañach
Jorge Mañach y Robato (Sagua la Grande, 14 de febrero de 1898-San Juan de Puerto Rico, 25 de junio de 1961) fue un escritor, periodista, ensayista y filósofo cubano, autor de una biografía de José Martí y de numerosos ensayos filosóficos. 

## Orígenes y estudios
Hijo de padres cubanos contrarios a la independencia, abandonó la isla con su familia con destino a España en 1898, de donde regresarían a Cuba en 1913, instalándose en La Habana. Al morir su padre, pas´ a Estados Unidos. Graduado de Filosofía y Letras por la Universidad de Harvard (1920) donde trabajó como Instructor (1921), posteriormente continuó en París (Universidad de Droit, 1922). Regresó a La Habana y, en 1924, recibió el título de doctor en Derecho Civil y en 1928 el de doctor en Filosofía y Letras. 

## Educación y cultura
Como editor de la Revista de Avance da tónica generacional a la actividad literaria de esos años. En su producción ensayística se destaca la biografía de sesgo novelesco Martí el Apóstol (1933), los exámenes de rasgos y caracteres cubanos y las notas costumbristas de Estampas de San Cristóbal (1926) e Indagación del choteo (1928); los análisis de las tendencias de la cultura insular: La crisis de la alta cultura en Cuba (1925), Pasado vigente (1939) e Historia y estilo (1944). Su labor como crítico iniciada con Glosario (1924) culmina en Examen del quijotismo (1951). Dotado de un estilo flexible y ágil, sus mejores momentos estilísticos los alcanza cuando escoge como material recuerdos autobiográficos o cuando traza la semblanza de una personalidad ilustre como la de José Martí. 
Con actitudes reformistas que no llegaban a romper arraigos muy conservadores, Mañach ejerció una tarea animadora en el campo de la cultura. Funda en diciembre de 1932 el programa de radio La Universidad del Aire, programa pionero en Hispanoamérica en el uso de los medios de comunicación de masas para la difusión de la cultura.
Primer catedrático (desde 1940) de Historia de la Filosofía en la Universidad de La Habana, que se distinguió por una activa participación en la vida política de su tiempo y por su compromiso con el desarrollo y divulgación de la cultura en Cuba.
Fue primo de la condesa consorte de Covadonga, Edelmira Sampedro y Robato, y gran amigo del también intelectual Juan Marinello, aunque rompieron la amistad por causas políticas.

## Política
Miembro activo del Grupo Minorista de jóvenes intelectuales, ya en 1923 participa en su primera actividad política, la «Protesta de los Trece», contra la corrupción administrativa en el gobierno de Alfredo Zayas y Alfonso (1921-1925). Participó en la Revolución del Treinta que derrocó a Gerardo Machado (1925-1933) y en luchas contra la dictadura de Fulgencio Batista (1952-1958). 
Tras su regreso a Cuba, en 1939, volvió a dirigir el periódico Acción y resultó electo delegado a la Asamblea Constituyente de 1939 por el partido ABC como representante de Las Villas. En las elecciones de 1946 aspiró, sin éxito, a un escaño como representante. Poco después de fundar Eduardo Chibás el Partido del Pueblo Cubano (Ortodoxo), en 1947, Mañach se incorporó a esta nueva organización política.
Regresó tras el triunfo de la Revolución cubana en febrero de 1959, al principio apoyó al gobierno de Fidel Castro y lo defendió de las críticas. Más tarde se volvió contra las crecientes medidas antiliberales, como la restricción de la libertad de prensa y la disminución de la autonomía universitaria, y la influencia cada vez más visible de los comunistas prosoviéticos en el rumbo político de la república. 
En 1960, integró el jurado del primer Concurso Literario de la Casa de las Américas. En septiembre de ese mismo año, Mañach se vio obligado a jubilarse como profesor universitario, junto con muchos de sus compañeros, como parte del proceso de adecuación del sistema educativo. Como intelectual crítico del gobierno de Fidel Castro, ahora no podía enseñar ni publicar y se vio obligado a abandonar el país ese mismo año. Vivió con su familia en Puerto Rico, donde enseñó en la Universidad de Puerto Rico en Río Piedras. Falleció el 25 de junio de 1961 en San Juan y sus restos descansan allí.